# Свадебный верблюд
Свадебный или Фаршированный верблюд — предполагаемое свадебное блюдо арабской или эфиопской кухни из жареного верблюда 2—2.5 летнего возраста, которого фаршируют овцой или ягненком, которые в свою очередь фаршируются курами, куры — рыбой, а рыба в свою очередь может фаршироваться куриными яйцами.
Фаршированный верблюд упоминается и описывается, как эфиопское блюдо в романе «Я обслуживал английского короля» чешского писателя Богумила Грабала. Согласно роману, это блюдо было приготовлено для эфиопского императора Хайле Селассие.
Необычность этого рецепта привела некоторых авторов к выводу, что блюдо является выдумкой Грабала.
В романе Ти Си Бойла «Музыка воды» содержится нарочито абсурдный рецепт верблюда, фаршированного финиками, яйцами ржанки, мясом карпа, приправленными специями; дрофами и овцами, запечённого в течение двух дней на раскаленных углях в траншее.